# مارمولک شاخ‌کوتاه دشت‌های بزرگ
مارمولک شاخ‌کوتاه دشت‌های بزرگ (نام علمی: Phrynosoma brevirostris)، یک گونه مارمولک شاخ‌دار بومی کانادا و ایالات متحده است.